# Ломбар, Аттилио
Аттилио Джузеппе Ломбар (Attilio Giuseppe Lombard; род. 7 июня 1944, Нюс, Валле-д’Аоста) — итальянский лыжник. Участник зимних Олимпийских игр 1972 года.

## Биография
Аттилио Ломбар родился 7 июня 1944 года в итальянской коммуне Нюс.
Дважды становился призёром чемпионата Италии по лыжным гонкам: серебряным в 1969 году на дистанции 50 км, бронзовым в 1970 году на дистанции 15 км.
В 1972 году вошёл в состав сборной Италии на зимних Олимпийских играх в Саппоро. На дистанции 30 км занял 36-е место, показав результат 1 час 45 минут 3,72 секунды и уступив 8 минут 32,17 секунды завоевавшему золото Вячеславу Веденину из СССР. На дистанции 50 км занял 22-е место с результатом 2:51.39,65, уступив 8 минут 24,90 секунды победителю Полу Тюлдуму из Норвегии.
Руководит альпинистской секцией в Нюсе.

## Семья
Племянник — Ксавье Шеврье (фр. Xavier Chevrier; род. 1990), итальянский легкоатлет. Двукратный чемпион мира и пятикратный чемпион Европы по горному бегу.